# 500 дана лета
500 дана лета (енгл. 500 Days of Summer) је америчка романтична комедија са елементима драме из 2009. године, у режији Марка Веба, за коју су сценарио написали Скот Њустатер и Мајкл Х. Вибер.
Радња филма прати пропалу везу између вечитог романтичара Тома и девојке из његових снова, Самер, која за разлику од Тома не верује у праву љубав која савладава све препреке. Главне улоге поверену су Џозефу Гордон-Левиту и Зои Дешанел.
Филм је остварио добру зараду на биоскопским благајнама и наишао је на позитиван пријем код критичара који су га упоредили са култним романтичним комедијама Ени Хол и Продавница снова. Њустејтер и Вебер су освојили награде Спирит и Сателит за најбољи оригинални сценарио, а филм је био номинован и за два Златна глобуса.

## Радња
Ово је прича о безграничној љубави једног младића. Млади Том још увек верује да чак и у данашњем циничном свету постоји могућност проналажења космички предодређене, лично-трансформишуће љубави на први поглед. Лето, девојка – не. Нимало. Али то не спречава Тома да је изнова тражи, попут савременог Дон Kихота, свом својом снагом и храброшћу. Изненада, Том се заљубље не само у љупку, духовиту и интелигентну жену – иако је далеко од тога да му то смета – већ у саму идеју лета, у идеју љубави која још има моћ да шокира срце и заустави читав свет. Фитиљ ће се упалити дана бр. 1 – када Том, момак који је хтео да буде архитекта али је постао писац честитики, упозна Самер (Лето), прелепу нову секретарицу свог шефа, која је управо долетела из Мичигана. Иако му је наизглед недодирљива, Том убрзо открива да Самер и он имају много тога заједничког. Обоје воле групу „The Smiths“. Обома се свиђа надреалистички сликар Магрит. Том је некад живео у Џерсију, а Самер има мачку која се зове Брус. Kако је Том закључио: „Kомпатибилни су до лудила“. До дана бр. 31 ствари су почеле да напредују, иако „успутно“. До дана бр. 32, Том је потпуно заведен, изгубљен у фантастичном свету са Самер у својог глави. До дана бр. 185 ствари се налазе на ивици пакла – али није сва нада нестала. И док се прича одвија напред-назад, кроз Самерин и Томов, понекад предиван, а некад буран „јесмо-нисмо заједно“ однос, откриваће се збуњујућа територија – од завођења, забављања и секса, до раздвајања, међусобног оптуживања и искупљења – у прескоцима времена, двоструким екранима, караокама и кинематографским узбуђењу – у свему што доприноси калеидоскопском портрету како и зашто се и даље толико боримо да разумемо љубав... И да је некако остваримо.

## Улоге
| Глумац             | Улога         |
| ------------------ | ------------- |
| Џозеф Гордон-Левит | Том Хенсен    |
| Зои Дешанел        | Самер Фин     |
| Џефри Еренд        | Макензи       |
| Клои Грејс Морец   | Рејчел Хенсен |
| Метју Греј Габлер  | Пол           |
| Кларк Грег         | Ванс          |
| Патриша Белчер     | Мили          |
| Рејчел Бостон      | Алисон        |
| Минка Кели         | Отам          |